# Rallye tout-terrain

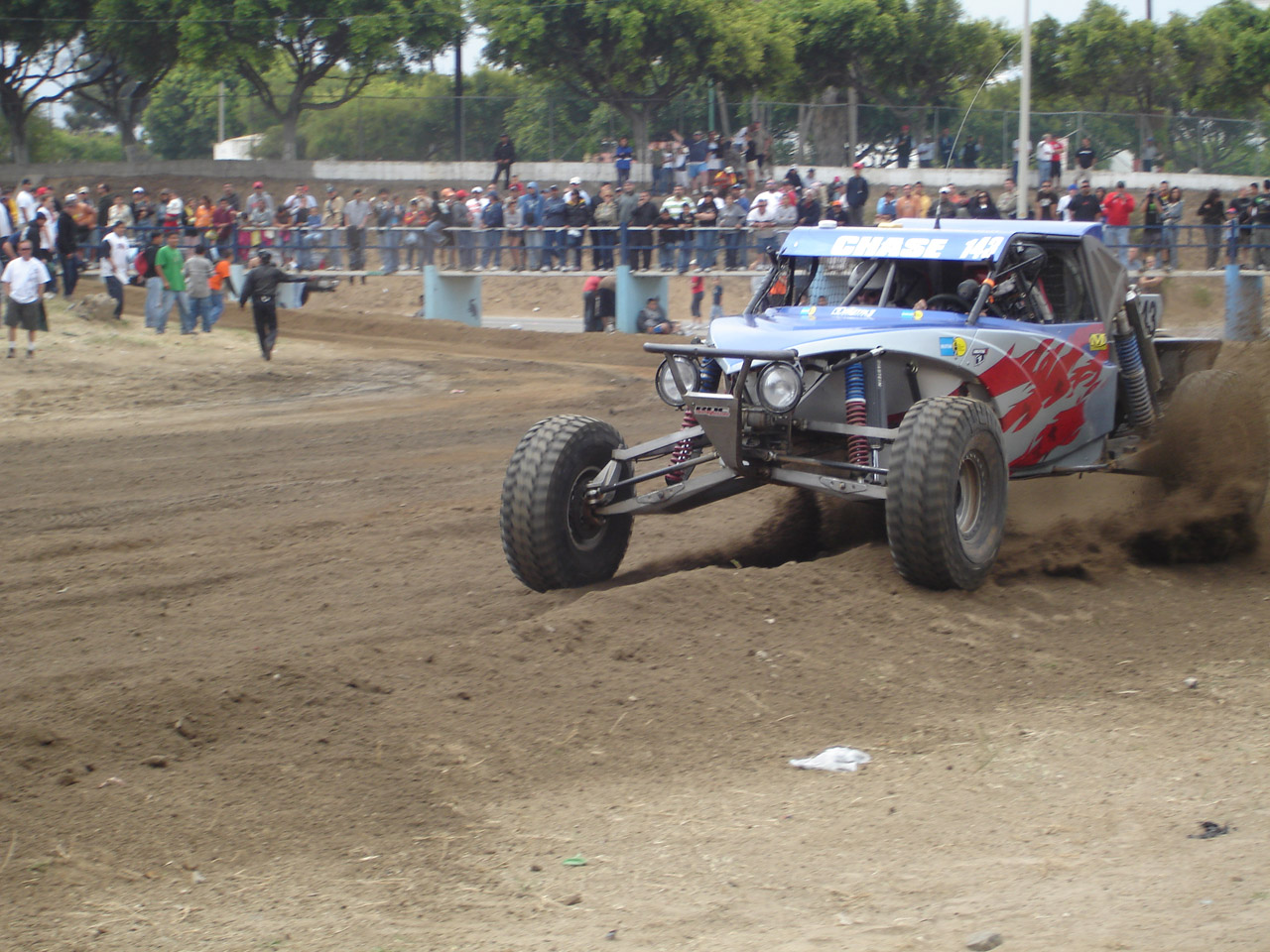
Eric Chase à Ensenada river au départ de la Baja 500 2007

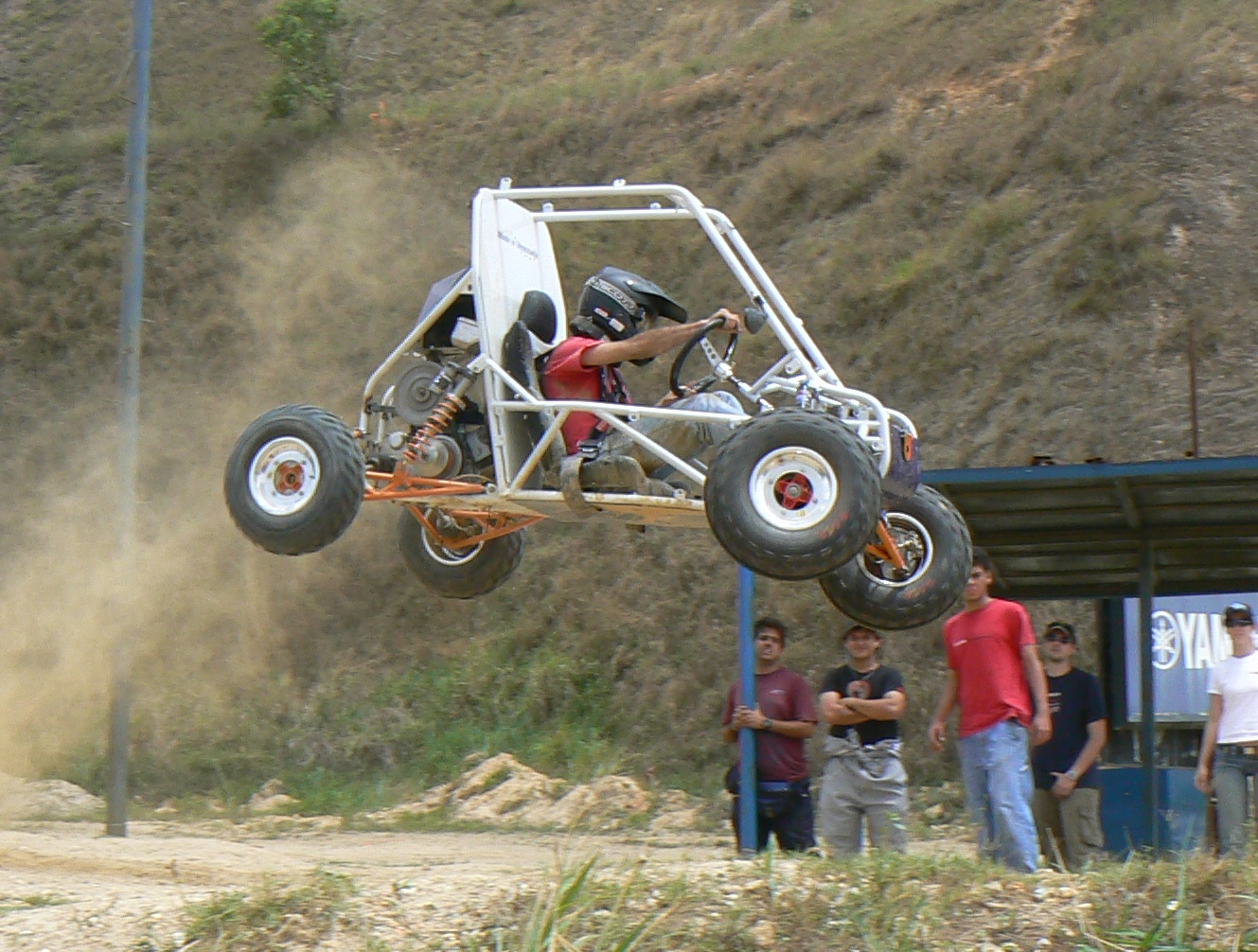
Saut sur le circuit La Limonera (Caracas Venezuela) en préparation à la Baja Mid-West 2007

Le Rallye tout-terrain est une discipline de sport automobile et motocycliste qui est l'équivalent en tout-terrain du rallye automobile sur route. Des épreuves récurrentes se déroulent sur des parcours en terrain naturel: un championnat du monde de rallye-raid unifié en 2022 auto et moto, une coupe du monde des bajas tout-terrain automobile, une coupe du monde FIM des bajas (en) moto et des championnats nationaux sont organisés.
Des compétitions longues distances avec des caractéristiques plus spécialisées existent: les rallye-raids. Des disciplines spécifiques, l'autocross et le rallycross, se déroulent sur des circuits fermés.
L'appellation « rallye tout-terrain » est peu utilisée dans le monde anglophone et a tendance à être englobée dans le domaine du rallye-raid ou de l'off-road racing.

## Rallyes tout-terrain en France
- Rallye des Collines d’Arzacq et du Soubestre, à Arzacq-Arraziguet.
- Rallye de la province du Labourd, à Saint-Pée-sur-Nivelle.
- Rallye Terres du Gâtinais, à Corbeilles.
- Rallye Jean de la Fontaine, à Soissons.
- Rallye du Barétous, à Lanne-en-Barétous.
- Rallye Gers Armagnac, à Toujouse.
- Rallye Orthez-Béarn, à Orthez.
- Rallye des Cimes, à Licq-Atherey.
- Rallye Dunes et Marais, à Saint-Palais-sur-Mer.
- Rallye 7 Vallées d'Artois, à Auchy-lès-Hesdin.
- Rallye Plaines et Vallées, à Saint-André-de-l'Eure.

## Champions de France des rallyes tout-terrain
- 1974 : Jean-Claude Briavoine
- 1975 : Jean-Pierre Bellanger
- 1976 : Jacques Gretha
- 1977 : Georges Debussy
- 1978 : Gérard Maurin
- 1979 : Gérard Maurin
- 1980 : Max Forin
- 1981 : Gilles Nantet
- 1982 : Gilles Nantet
- 1983 : Dominique Bidart
- 1984 : Yves Pachiaudi
- 1985 : Yves Pachiaudi
- 1986 : Gilles Nantet
- 1987 : Pierre Philippe
- 1988 : Eric Briavoine
- 1989 : Pierre Philippe
- 1990 : Pierre Philippe
- 1991 : Frédéric Fimbel
- 1992 : Patrick Calzavara
- 1993 : Pierre Philippe
- 1994 : Pierre Philippe
- 1995 : Bernard Garat / Pascal Brana
- 1996 : Bernard Garat
- 1997 : Bernard Garat
- 1998 : Daniel Favy
- 1999 : Anicet Garicoix
- 2000 : Anicet Garicoix
- 2001 : Stéphanie Simmonite
- 2002 : Patrick Poincelet
- 2003 : Patrick Poincelet
- 2004 : Vincent Foucart
- 2005 : Vincent Foucart
- 2006 : Alex Cole
- 2007 : José Castan
- 2008 : José Castan
- 2009 : Laurent Fouquet
- 2010 : Alain Pierrine
- 2011 : Daniel Favy
- 2012 : Vincent Poincelet
- 2013 : Louis Dronde
- 2014 : Manu Castan
- 2015 : Christophe Costes
- 2016 : Laurent Fouquet
- 2017 : Mathieu Hirigoyen
- 2018 : Laurent Fouquet

## Autres épreuves tout-terrain en France
- Championnat de France de rallycross et Logan Cup
- Championnat de France Terre
- Championnat de France d’endurance tout-terrain
- Championnat de France d’autocross
- Coupe de France de 2 CV Cross
- Coupe de France de Fol’Car